# José Santos Peralba
José Santos Peralba Giráldez (Bayona, 31 de diciembre de 1923 - Madrid, 10 de marzo de 2008) fue un militar español, uno de los primeros pilotos de aviones a reacción en el Ejército del Aire, que llegó al grado de general de división y ocupó altos cargos de responsabilidad en la jefatura del Estado Mayor y en la representación española ante la OTAN.

## Biografía
Se incorporó a la Academia General del Aire en 1945 —primera promoción—, alcanzando el grado de teniente de aviación en 1949. A partir de ese momento, fue profesor en la misma Academia General durante varios años y después en la Escuela de Reactores en Talavera la Real. A lo largo de su carrera cursó estudios en Alemania en la década de 1950, donde pilotó los Lockheed T-33 y fue instructor; en Estados Unidos estuvo en 1955 como profesor de tiro del F-86 Sabre, y tomando cursos sobre misiles aire-aire en 1959; en Francia, años 1970, se formó en los Mirage F1 y en el Reino Unido (1979) realizó los cursos de defensa en el Royal College.
Ya como comandante y terminados los estudios de Estado Mayor, fue agregado aéreo de España en Alemania y Suiza. A su regreso ocupó sucesivamente las jefaturas del 104 Escuadrón del Ala 16 en Torrejón, jefe de Fuerzas Aéreas en el Ala 11 de Manises y primer jefe del Escuadrón 141 en la base de Los Llanos. Al llegar a coronel, recibió el mando del Ala 14.

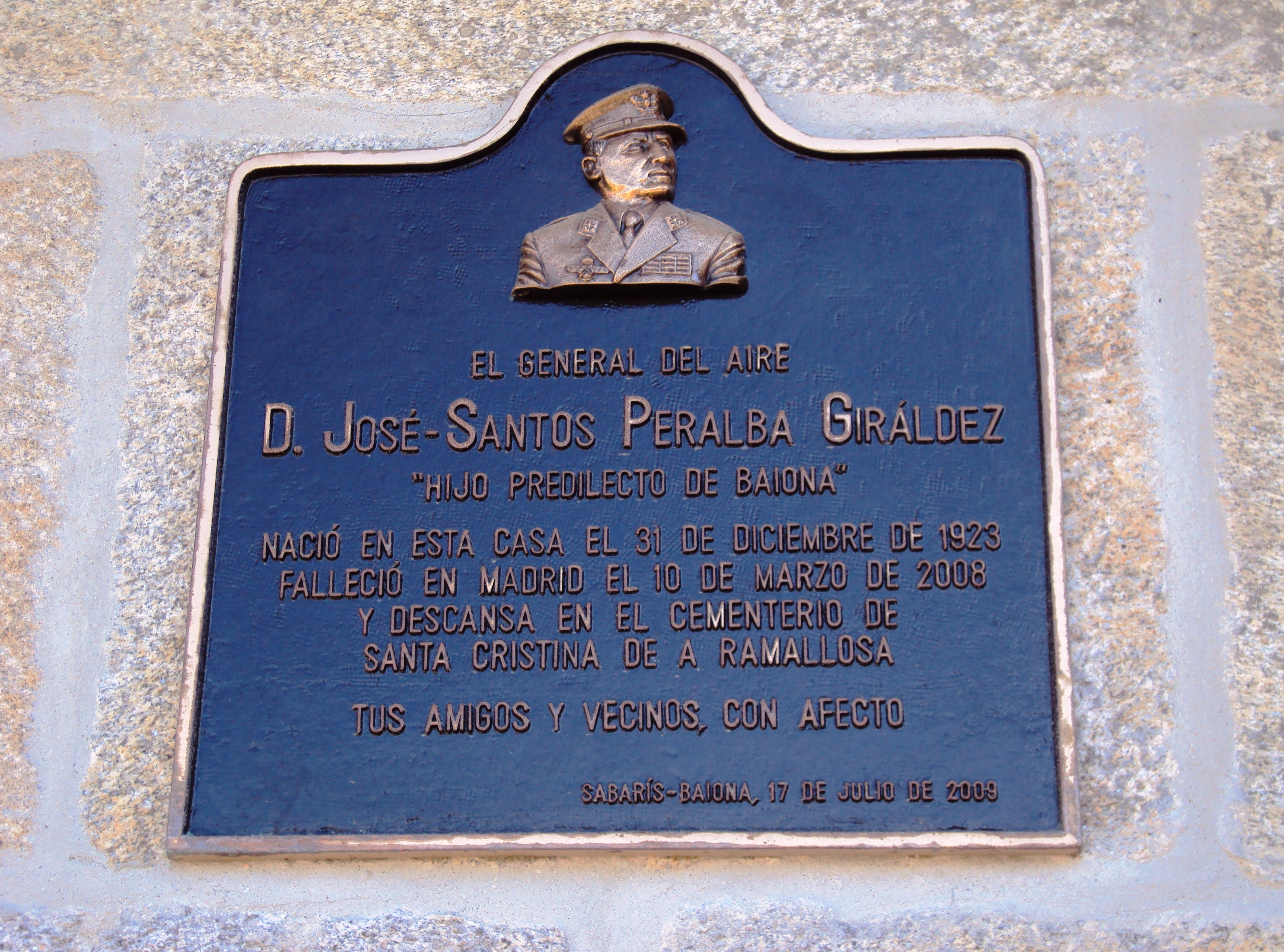
Placa en la casa natal del general José Santos Peralba, en Sabarís (Bayona).

Ascendió a general de brigada en 1979 y fue nombrado Jefe del Estado Mayor del Mando Aéreo de Combate (MACOM) en 1980, así como segundo jefe del Estado Mayor del Ejército del Aire. En 1982, después de ser ascendido a general de división y siendo ministro de Defensa Alberto Oliart, en el gabinete presidido por Leopoldo Calvo Sotelo, fue nombrado representante de la Junta de Jefes de Estado Mayor (JUJEM) en el comité militar de la OTAN. En el primer gobierno de Felipe González fue nombrado subsecretario de Política de Defensa con Narcís Serra como ministro (1983-1984), jefe del Estado Mayor del Ejército del Aire (1984-1986) y, finalmente, jefe del Cuarto Militar de la Casa del Rey (1986-1988).

### Distinciones
- Gran Cruz de Isabel la Católica. (1986)
- Gran Cruz del Mérito Militar. distintivo blanco (1982)
- Gran Cruz del Mérito Aeronáutico. distintivo blanco (1984)
- Gran Cruz de la Real y Militar Orden de San Hermenegildo. (1985)
- Cruz del Mérito Aeronáutico. distintivo blanco
- Placa de la Real y Militar Orden de San Hermenegildo.
- Encomienda de la Real y Militar Orden de San Hermenegildo.
- Cruz de la Real y Militar Orden de San Hermenegildo.